# Марта Мянкова
Марта Мянкова е българска актриса, режисьорка и театрална деятелка.

## Биография
Родена е във Варна на 1 март 1899 г. През 1918 г. дебютира във Фарсовия театър на Борис Руменов. От 1919 до 1925 г. играе в театрите в Плевен, Пловдив и Разград. През 1924 г. постъпва в Драматично-театралната школа на Народния театър. Работи в театъра до 1931 г., когато основава „Национален театър на младите“, който просъществува няколко месеца. През 1935 г. отново е възобновен, но и този път за кратко. С група артисти, през 1937-1938 г., основава „Театър за народа“. Работи в театрите „Одеон“, „Художествен театър“, Пловдивския театър, Скопския народен театър. След края на Втората световна война работи в театрите в Плевен, Бургас и Димитровград. Почива на 15 септември 1964 г. в София.

## Роли
Марта Мянкова играе множество роли, по-значимите са:
- Ана Демби – „Кин“ на Александър Дюма
- Настася Филиповна – „Идиот“ на Фьодор Достоевски
- Г-жа Журден – „Мнимият болен“ на Молиер
- Ана Андреевна – „Ревизор“ на Николай Гогол
- Костанда – „Свекърва“ на Антон Страшимиров
- Марга – „Гераците“ на Елин Пелин[1]

## Постановки
Режисира множество постановки, от които по-значими са:
- „Хъшове“ – Иван Вазов
- „Вампир“ – Антон Страшимиров
- „Свекърва“ – Антон Страшимиров
- „Госпожа министершата“ – Бранислав Нушич
- „Васа Железнова“ – Максим Горки
- „Тартюф“ – Молиер[1]

## Отличия и награди
- 2 март 1957 г. – наградена е с орден „Кирил и Методий“ I степен.[3]